# Catanthera quintuplinervis
Catanthera quintuplinervis là một loài thực vật có hoa trong họ Mua. Loài này được (Cogn.) M.P. Nayar mô tả khoa học đầu tiên năm 1969.